# 寛和の変
寛和の変（かんなのへん）は、平安時代中期に発生した政変。
寛和2年（986年）右大臣・藤原兼家が謀略により花山天皇を退位・出家させ、外孫の春宮・懐仁親王の即位（一条天皇）により兼家が摂政に就任して権力を掌握した事件。

## 概要
永観2年（984年）に即位した花山天皇は、外戚（外叔父）である藤原義懐や乳兄弟で春宮時代の学士でもあった藤原惟成など30歳前後の若い陣容の補佐を受けて、荘園整理令などの新政策を展開していた（花山新制）。一方、既に50歳代後半であった右大臣・藤原兼家は外孫である春宮・懐仁親王の早期の即位による政権掌握を望んでいた。
寛和元年（985年）7月に女御・藤原忯子が懐妊中に没し、忯子を寵愛していた花山天皇は大いに悲しみ道心を起こして出家の意思さえ見せるようになる。この花山天皇の様子を見て、権中納言になっていた藤原義懐も憂慮し、宿直がちに仕えていた。一方、兼家はこれを好機に天皇の退位を謀り、五位蔵人として天皇に仕えていた三男・藤原道兼をして、自らも出家の供をして弟子として仕えると言葉巧みに天皇に出家を執拗に勧めさせる。ついに、寛和2年（986年）6月23日の明け方、道兼は僧・厳久とともに躊躇する天皇を説得して内裏から連れ出し、山科の花山寺（元慶寺）で出家させてしまう。しかし、道兼は父・兼家に出家前の姿を見せて出家の事情を話してから戻ると言って家に帰ってしまった。ここでようやく欺されたことに気づいた天皇は慟哭したという。この間に、兼家の嫡男である道隆は弟の道綱とともに宝剣を清涼殿から春宮の部屋である凝華舎へ移した。兼家は天皇が京外に出て神器が移されたことを確認すると、関白・藤原頼忠に事を報告している（あるいは、末男の道長を遣わせて報告させたともされる）。天皇の側近として権勢を振るった藤原義懐・惟成が事態を知ったのは既に天皇は出家を済ませた後であり、二人とも天皇の後を追って花山寺で出家した。
天皇が宮中を抜け出し出家するという先例のない事件により、「非合法に近い手段」でわずか7歳の懐仁親王が即位（一条天皇）した。一条天皇は幼帝のため摂政を置く慣わしだが、陰謀によって皇位の継承が行われたため、従来の前天皇からの命により摂政に就任する従来の手続きを踏むことが出来なかった。そのため、花山天皇出家の翌日に先帝譲位之礼を行い兼家を摂政に任じた（『日本紀略』）、あるいは、「如在礼」つまり花山天皇がその場にいるかのような儀式を行い詔を下した（『園太暦』）とされ、異例な手続きで兼家の摂政に就任した。また、それまで関白を勤めていた藤原頼忠は太政大臣であり右大臣の兼家の上官に位置していたが、同年7月20日に兼家はそれまでの摂関と大臣兼任の慣例を破って右大臣を辞任。8月25日には朝廷の座次を頼忠より上とするとの宣旨を獲得した。これにより摂政専任の先例（大臣と摂関の分離）を生み出すなど、摂関政治の歴史において一つの転機になる事件であった。

## 変に伴う人々の消息
『日本紀略』、『蔵人補任』による。
|                        | 氏名     | 身分（官位など）               | 消息                                 |
| ---------------------- | -------- | ------------------------------ | ------------------------------------ |
|                        | 花山天皇 | 天皇                           | 退位、出家                           |
| 天皇の外叔父           | 藤原義懐 | 従二位・権中納言               | 辞官、出家                           |
| 天皇の乳兄弟、五位蔵人 | 藤原惟成 | 正五位上・権左中弁（三事兼帯） | 辞官、出家                           |
| 蔵人頭                 | 藤原実資 | 従四位上、左近衛中将           | 辞蔵人頭（寛和3年（987年）11月再任） |
| 蔵人頭                 | 藤原誠信 | 従四位上、右近衛中将           | 辞蔵人頭（寛和2年（986年）7月再任）  |
| 六位蔵人               | 藤原長能 | 正六位上・左近衛将監           | 辞蔵人                               |
| 六位蔵人               | 藤原為時 | 正六位上・式部丞               | 辞蔵人                               |
| 六位蔵人               | 藤原宣孝 | 正六位上・左衛門尉             | 辞蔵人（寛和2年（986年）10月再任）   |
| 六位蔵人               | 藤原挙直 | 正六位上・主殿助               | 辞蔵人（寛和3年（987年）正月再任）   |